# Ray Ventura

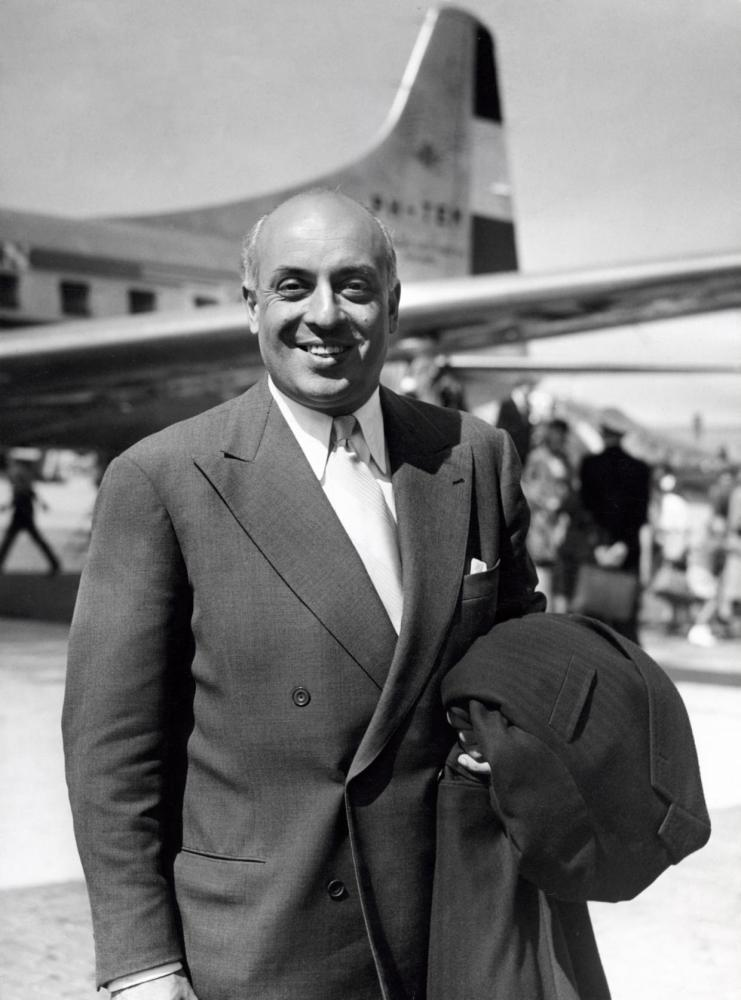
Ray Ventura

Raymond Ray Ventura (* 16. April 1908 in Paris; † 29. März 1979 in Palma) war ein französischer Orchesterchef und Musikherausgeber. Er war der Onkel des Sängers und Gitarristen Sacha Distel.
Ray Ventura gründete bereits als Gymnasiast mit Mitschülern ein Jazzorchester. Beeinflusst vom Stil Paul Whitemans und Jack Hyltons machte er ab 1929 erste Schallplattenaufnahmen mit seinem Unterhaltungsorchester „Ray Ventura et ses collégiens“, mit dem er ab 1931 auch Konzerte veranstaltete und auf Tournee ging. Viele seiner Hits, zu denen meist Paul Misraki die Musik schrieb und André Hornez die Texte verfasste, wurden zu Klassikern des französischen Chansons wie etwa „Tout va très bien, Madame la Marquise“ oder „Qu'est-ce qu'on attend pour être heureux?“
Während des Zweiten Weltkriegs flüchtete Ventura nach Südamerika, wo er mit neuen Musikern, darunter Henri Salvador auf Tour war. Nach dem Krieg kehrte er nach Frankreich zurück, um bis 1950 wieder an seine Vorkriegserfolge anzuknüpfen. In diese Zeit fällt auch die Veröffentlichung der musikalischen Filmkomödie Radio X spielt auf mit Ventura in einer der Hauptrollen. 1948 veröffentlichte er das Lied Maria de Bahia von Paul Misraki und André Hœnez, das in Deutschland als „Maria aus Bahia“ von René Carol bekannt gemacht wurde. Als um 1950 die großen Unterhaltungsorchester aus der Mode kamen, begann Ventura als Musikherausgeber zu arbeiten. Unter anderem war er an der Entdeckung und Förderung von Georges Brassens beteiligt.
| Personendaten    | Personendaten                                    |
| ---------------- | ------------------------------------------------ |
| NAME             | Ventura, Ray                                     |
| ALTERNATIVNAMEN  | Ventura, Raymond                                 |
| KURZBESCHREIBUNG | französischer Orchesterchef und Musikherausgeber |
| GEBURTSDATUM     | 16. April 1908                                   |
| GEBURTSORT       | Paris                                            |
| STERBEDATUM      | 29. März 1979                                    |
| STERBEORT        | Palma                                            |